# Kazimierz Danysz
Kazimierz Danysz (ur. 24 marca 1840 w Poznaniu, zm. 8 lutego 1912 w Łodzi) – polski pianista, dyrygent, kompozytor.

## Życiorys
Ukończył w Poznaniu gimnazjum Marii Magdaleny. W 1860 wyjechał do Berlina, gdzie w latach 1861–1863 studiował Królewskim Instytucie Muzyki Kościelnej pod kierunkiem Augusta Wilhelma Bacha, Georga Albrechta Schneidera (organy, śpiew i kontrapunkt) i Carla Alberta Löschhorna (fortepian). Następnie studiował w Akademii Królewskiej pod kierunkiem A.W. Bacha, Eduarda Grella i Wilhelma Tauberta. Następnie ukończył kurs teorii kompozycji F. Geyera i teorii kontrapunktu u Friedricha Kiela.
W 1865 przy Towarzystwie przemysłowców polskich w Berlinie zorganizował i prowadził polski chór męski, a następnie został nauczycielem śpiewu w Konserwatorium Sterna. W latach 1872–1874 występował jako pianista w Berlinie i Poznaniu. W 1884 zamieszkał w Warszawie, gdzie od 1885 prowadził chór, z którym wykonał m.in. Stworzenie świata Haydna (1885 i 1887). Próbował również zorganizować amatorską orkiestrę, a także pracował nauczyciel gry fortepianowej i śpiewu. Od 1894 mieszkał i pracował w Łodzi na stanowisku dyrygenta chórów, m.in. „Lutni” (1894–1895), zastępując jej założyciela – Stanisława Niedzielskiego.
Danysz był autorem licznych kompozycji fortepianowych, pieśni, kantat, oratoriów, sonat, motetów, w tym utworów takich jak m.in.: „Stary taniec”, Narzeczona lwa” (Loewenbraut), oratorium „Rycerz Henryk”, pieśni „Pieśń wiosenna”.
Został pochowany w części rzymskokatolickiej Starego Cmentarza w Łodzi.